# Château de Buzareingues
Le château de Buzareingues est un château situé dans la commune de Buzeins en Aveyron. 

## Localisation
A 3 kilomètres à l’Est de Buzeins et à l’origine d’une gorge dévalant vers Cornuéjouls et la vallée de l’Aveyron, s’élève le vieux château de Buzareingues.

## Historique
En 1372, les Anglais venant de Figeac prirent Buzareingues. En 1586, un parti huguenot, aux ordres des capitaines Seguin et Aubin de Marvejols, s’en emparèrent et ne l’évacuèrent plus tard que contre la somme de 350 écus.
Acquis au XVIIIe siècle par la famille Girou, il appartient depuis le XXe siècle à la famille Bedel Girou de Buzareingues.